# Władysław Turyczyn
Władysław Paweł Turyczyn (18 stycznia 1894 w Makowie Podhalańskim, zm. 17 grudnia 1959 w Kętach) – podpułkownik piechoty Wojska Polskiego, kawaler Orderu Virtuti Militari.

## Życiorys
Urodził się 18 stycznia 1894 w Makowie Podhalańskim, w ówczesnym powiecie myślenickim Królestwa Galicji i Lodomerii, w rodzinie Romualda i Zofii z Puchalskich . Ukończył szkołę powszechną w Kętach oraz c. k. Gimnazjum w Wadowicach, w którym w 1913 zdał egzamin dojrzałości. Tam też należał do Strzelectwa. Przez rok odbywał studia na Uniwersytecie Jagiellońskim, które przerwał aby w 1914 wstąpić do Legionów. W czasie służby w Legionach Polskich awansował na stopień chorążego (1 kwietnia 1916) i podporucznika piechoty (1 kwietnia 1917). Od 1 lutego 1919 służył w baonie zapasowym 34.pp w Białej Podlaskiej. 25 czerwca 1920 został dowódcą baonu zapasowego 15 Pułku Piechoty w Brześciu Litewskim. Uczestniczył w wojnie polsko-bolszewickiej. 
Od 1922 służył w 72 Pułku Piechoty w Radomiu, w marcu 1926 został zatwierdzony na stanowisku oficera Przysposobienia Wojskowego. 3 maja 1926 został mianowany majorem ze starszeństwem z 1 lipca 1925 i 42. lokatą w korpusie oficerów piechoty. 23 grudnia 1929 został przeniesiony na stanowisko rejonowego komendanta stołecznego Przysposobienia Wojskowego przy 28 Dywizji Piechoty w Warszawie. W marcu 1932 został przeniesiony z Dowództwa Okręgu Korpusu Nr I do 30 Pułku Strzelców Kaniowskich w Warszawie na stanowisko dowódcy batalionu. Na stopień podpułkownika został mianowany ze starszeństwem z 1 stycznia 1936 i 11. lokatą w korpusie oficerów piechoty. W marcu 1939 pełnił służbę w Państwowym Urzędzie Wychowania Fizycznego i Przysposobienia Wojskowego w Warszawie na stanowisku szefa Wydziału Przysposobienia Wojskowego. 7 listopada 1939 znalazł się w niewoli niemieckiej, przebywał w obozach jenieckich Rotenburg, Braunschweig i Oflag II C Woldenberg.
Po zakończeniu II wojny światowej osiadł wraz z żoną Izabelą w Kętach, gdzie zmarł 17 grudnia 1959. Został pochowany na cmentarzu komunalnym w Kętach (sektor 3_1-1-32) .

## Ordery i odznaczenia
- Krzyż Srebrny Orderu Wojskowego Virtuti Militari nr 7024[15]
- Krzyż Niepodległości (9 listopada 1931)[16]
- Krzyż Kawalerski Orderu Odrodzenia Polski (1938)[17]
- Krzyż Walecznych[15]
- Złoty Krzyż Zasługi (10 listopada 1928)[18][15]
- Medal Pamiątkowy za Wojnę 1918–1921[2]
- Medal Dziesięciolecia Odzyskanej Niepodległości[2]